# Psi Serpentis
Psi Serpentis (23 Serpentis) é uma estrela na direção da constelação de Serpens. Possui uma ascensão reta de 15h 44m 01.85s e uma declinação de +02° 30′ 55.9″. Sua magnitude aparente é igual a 5.86. Considerando sua distância de 48 anos-luz em relação à Terra, sua magnitude absoluta é igual a 5.03. Pertence à classe espectral G5V.